# バルチ (DD-363)
バルチ (USS Balch, DD-363) はアメリカ海軍の駆逐艦。ポーター級。
艦名はジョージ・バルチ提督に因む。

## 艦歴
ベスレヘム造船のフォアリバー造船所で建造された。1934年5月16日起工。1936年3月24日進水。1936年10月20日就役。

### 第二次世界大戦
1942年2月1日、空母「エンタープライズ」、巡洋艦3隻および「バルチ」などからなる第8任務部隊はマーシャル諸島攻撃を行った。この時は「バルチ」は重巡洋艦「チェスター」および駆逐艦「モーリー」とともにマロエラップ環礁砲撃部隊であり、329発の5インチ砲弾を発射した。
この後、損傷した「チェスター」が抜け、第8任務部隊は第16任務部隊と改称。部隊は真珠湾に帰投後再び出撃し、2月24日にウェーク島を攻撃した。この時は「バルチ」は重巡洋艦「ノーザンプトン」、「ソルトレイクシティ」、駆逐艦「モーリー」とともに艦砲射撃を行なった。艦砲射撃後、「モーリー」が175トン程度の日本の哨戒艇を撃沈。次いで「バルチ」も400トン程度の哨戒艇を砲撃で沈め、その乗員4名を救助して捕虜とした。この日、日本側は「第七号監視艇（第五富久丸）」を失い、「第四号監視艇（第一見寳丸）」が行方不明になったとされている。
以後、「バルチ」はドーリットル空襲（1942年4月18日）ミッドウェー海戦（1942年6月5日-6月7日）、ガダルカナル島上陸（1942年8月7日-30日）、アッツ島進攻（1943年5月11日-6月2日）、ワクデ島などへの上陸（1944年5月25日-28日）、ビアク島進攻（1944年5月28日-6月18日）に参加。ミッドウェー海戦では空母「ヨークタウン」の生存者545名を救助した。
1944年7月15日にニューヨークに到着し、同年8月2日から1945年5月23日までの間に5度大西洋横断船団の護衛に従事した。
また、1945年4月14日には雷撃された「Belgium」の生存者46名を救助している。
1945年10月19日、退役。翌年解体された。